# FotoVideo
FotoVideo je český časopis zaměřený na fotografii, videotechniku a multimédia.
Časopis vycházel v letech 1996–1999 šestkrát ročně pod názvem Advanced: Obraz & zvuk se zaměřením na foto, audio, video a digitální techniku. V roce 1999 se název změnil na Foto & video: advanced a v roce 2002 na Foto & video.